# عملیات پاندا
عملیات پاندا (به چینی: 熊猫計劃) یک فیلم کمدی اکشن چینی محصول سال ۲۰۲۴ با بازی جکی چان است. جکی چان در نقش یک نسخه کاریکاتوری شده از خود را به عنوان یک ستاره بین المللی فیلم‌های اکشن بازی می‌کند که در عملیات نجات برای نجات پاندای معروف باغ‌وحش به نام هو هو از دست مزدوران تلاش می‌کند.
این فیلم در ۱ اکتبر ۲۰۲۴ در چین منتشر شد، و قسمت دوم در حال توسعه است.

## داستان
جکی چان، ستارهٔ بین‌المللی فیلم‌های اکشن، به مراسم فرزندخواندگی یک بچه پاندا کمیاب دعوت می‌شه، اما وقتی یک باند جنایی بین‌المللی سعی می‌کنه این بچه پاندا رو بدزده، جکی باید با استفاده از مهارت‌های رزمی و بدل‌کاری‌اش بچه پاندا رو نجات بده.

## بازیگران
- جکی چان در نقش جکی
- شیانگ وی در نقش دیوید
- سی شی در نقش سو شیائوژو
- یانبو هان در نقش چا کان
- دنی ری در نقش هری
- اندی فرند به عنوان کارگردان

## ساخت
این تولید به‌طور رسمی در ۱۰ اوت ۲۰۲۳ با حضور بازیگران جکی چان و یانبو هان اعلام شد. فیلمبرداری در اکتبر ۲۰۲۳ به پایان رسید. چان هنگام فیلمبرداری یک صحنه در یک هدلاک، که به عنوان یک کلیپ «پشت صحنه» منتشر شد، هوشیاری خود را از دست داد.

## انتشار
تاریخ اکران رسمی ۱ اکتبر ۲۰۲۴ برای چین در ۳۰ اوت ۲۰۲۴ اعلام شد. این فیلم در ۱۸ اکتبر ۲۰۲۴ در ۲۵ شهر آمریکای شمالی اکران محدودی داشت.

## بازخوردها
- این فیلم نقدهای منفی از سوی منتقدان دریافت کرد.

- جیمز مارش از ساوت چاینا مورنینگ پست ۱ از ۵ ستاره را به این فیلم داد و آنرا "یک فیلم خسته کننده از طریق سکانس‌های مبارزاتی با تعقیب و گریزهای کند و تعاملات فیلمنامه‌ای وحشتناک بین قهرمان بی‌حال چان و یک گروه قابل تعویض از مزدوران گوفبال" نامید.[۸]
- تا ۵ آوریل ۲۰۲۵ در سایت نظرسنجی عمومی آی ام دی بی این فیلم بر اساس رای ۱۲۰۰ کاربر دارای امتیاز ۵ از ۱۰ می‌باشد.

## گیشه
این فیلم در اکران اولیه خود در چین بیش از ۲۶۱ میلیون یوان (تقریباً ۳۶٫۸ میلیون دلار) فروش داشت.